# 七曲川
七曲川（ななまがりがわ）は、静岡県静岡市葵区を流れる二級河川である。

## 概要
葵区池ケ谷付近を水源とし、スーパーマーケット前で一旦その姿を見られるが、麻機街道下は約300mの暗渠となって北進する。
唐瀬街道との交差点で再び開渠となり、住宅街を抜けて麻機遊水地第4工区南端で七曲川逆流防止樋門に達する。
ここから巴川との合流点までの1.12kmは同工区の南側に沿って流れ、静岡県が管理する二級河川となる。

## 治水
七曲川は葵区池ケ谷・唐瀬・南・芝原・平柳のほぼ全域にあたる2.7km²の水を集めるが、大雨時には麻機遊水地第4工区（約1.6km²）に一旦水を貯留し、巴川流域の水害を軽減している。
また前述の樋門と併設される唐瀬ポンプにて、巴川本流が増水した際の逆流による被害を防いでいる。

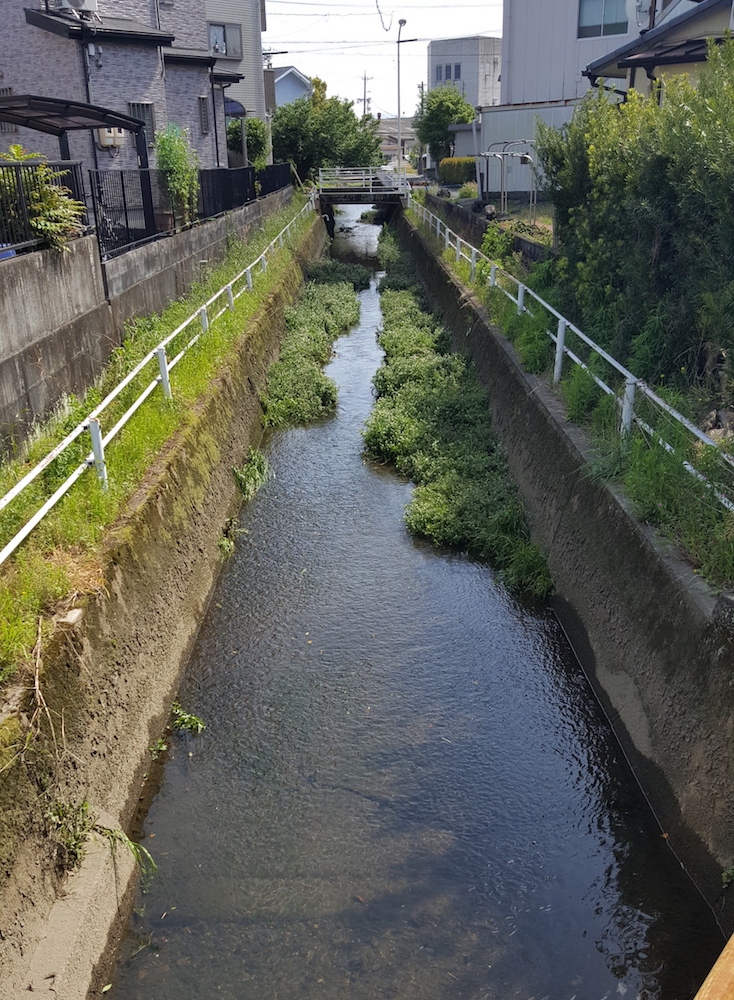
住宅街を流れる七曲川（2021年4月撮影）

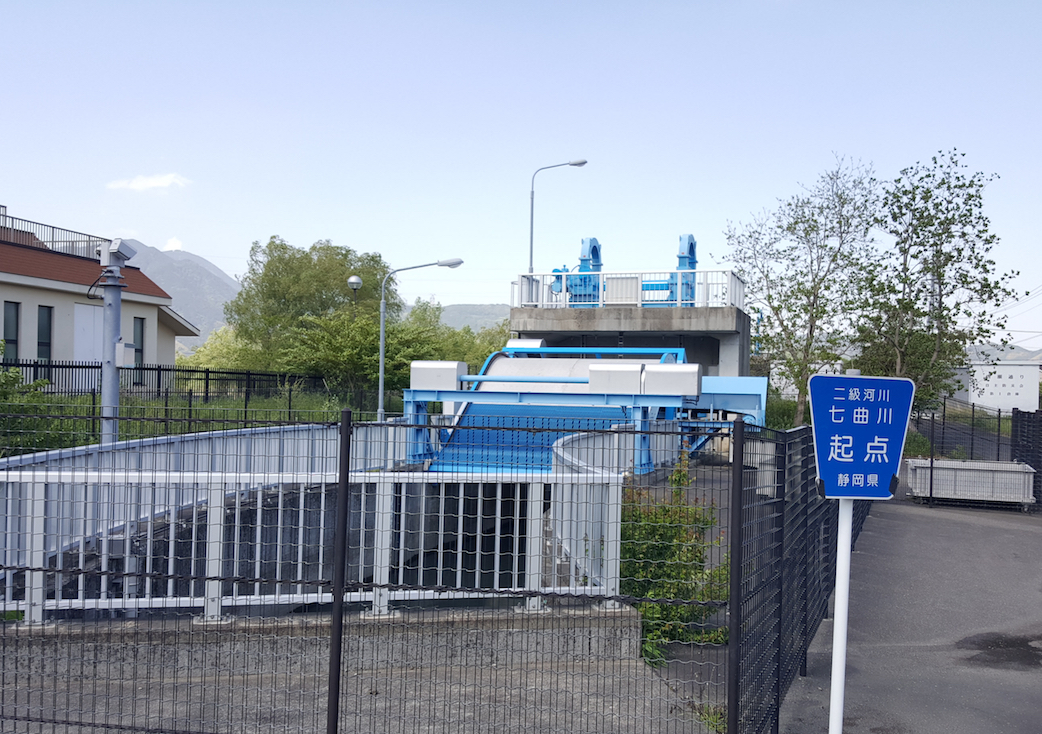
七曲川管理起点（2021年4月撮影）

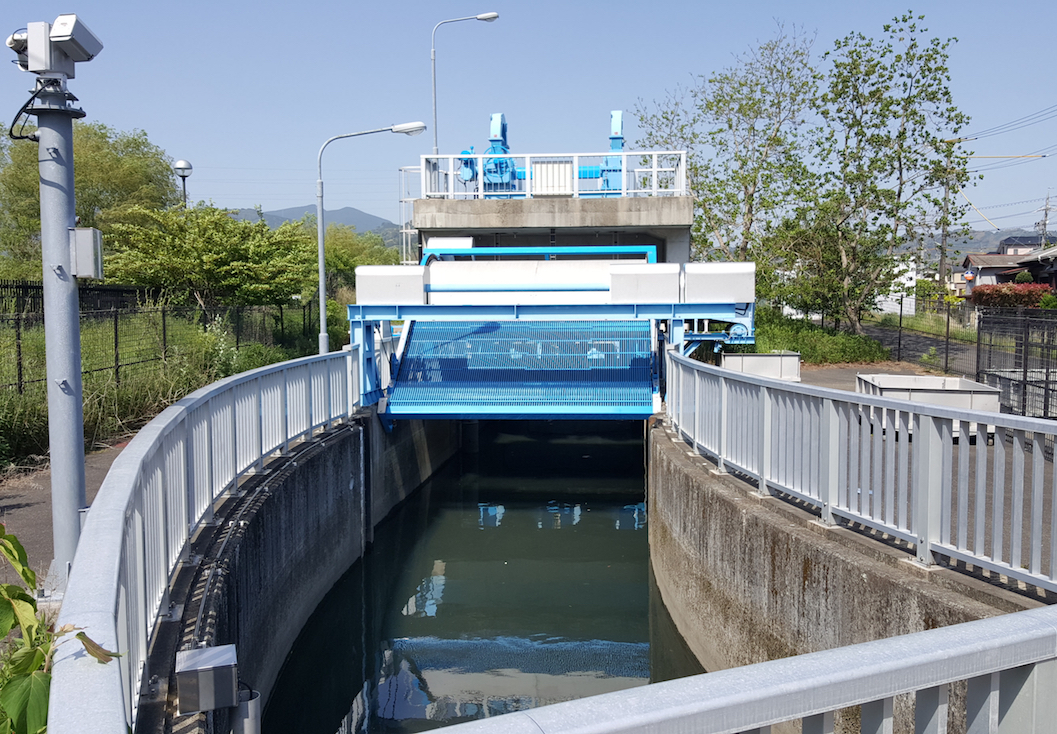
七曲川逆流防止樋門（2021年4月撮影）

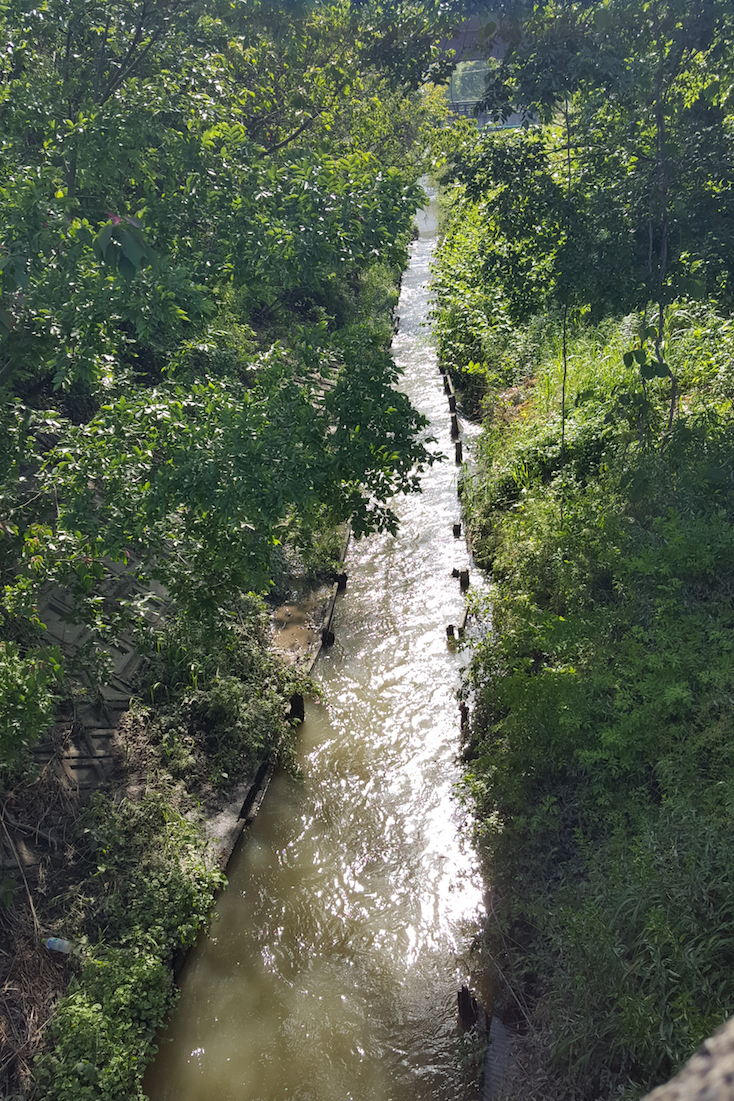
七曲川下流（2021年4月撮影）